# Trichapus glaber
Trichapus glaber là một loài bọ cánh cứng trong họ Ciidae. Loài này được Friedenreich miêu tả khoa học năm 1881.